# Libocedrus bidwillii
Libocedrus bidwillii (Engels: New Zealand cedar, Maori: pāhautea of kaikawaka) is een conifeer uit de cipresfamilie (Cupressaceae). De boom is groenblijvend en kan tot 30 meter hoog worden. De grijsbruine schors is dun en schilferig, afschilferend in lange stroken. De bladeren zijn schubachtig en 1,5-2 millimeter lang en 1 millimeter breed. Deze zijn gerangschikt in tegenover elkaar liggende kruisvormige paren op de scheuten. De bruine zaden zijn eivormig en afgeplat, met een scherpe top aan het eind.
De soort is endemisch in Nieuw-Zeeland, waar hij zowel op het Noordereiland als het Zuidereiland voorkomt. De soort groeit in montane gematigde regenwouden op hoogtes tussen 250 en 1200 meter. Komt vooral voor in gemengd nevelwoud, vaak aan de rand waar het bos overgaat in sub-alpien struikgewas of moerasgebied. De boom geeft een voorkeur aan gebieden met een gemiddelde tot hoge regenval en lange perioden met bewolking. De soort staat op de Rode Lijst van de IUCN geklasseerd als 'gevoelig'.
Deze soort is genoemd ter ere van de botanicus John Carne Bidwill.

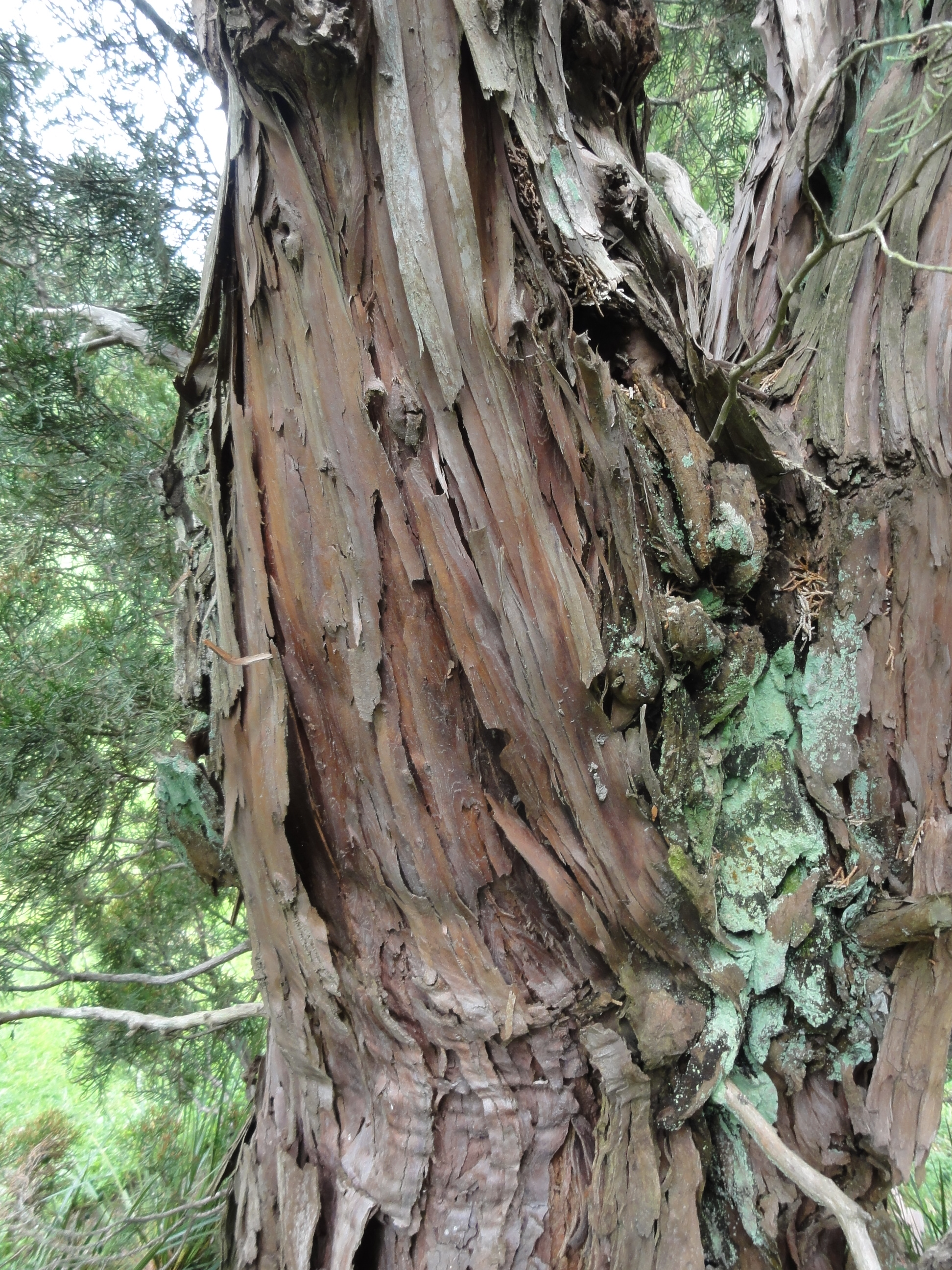
Schors
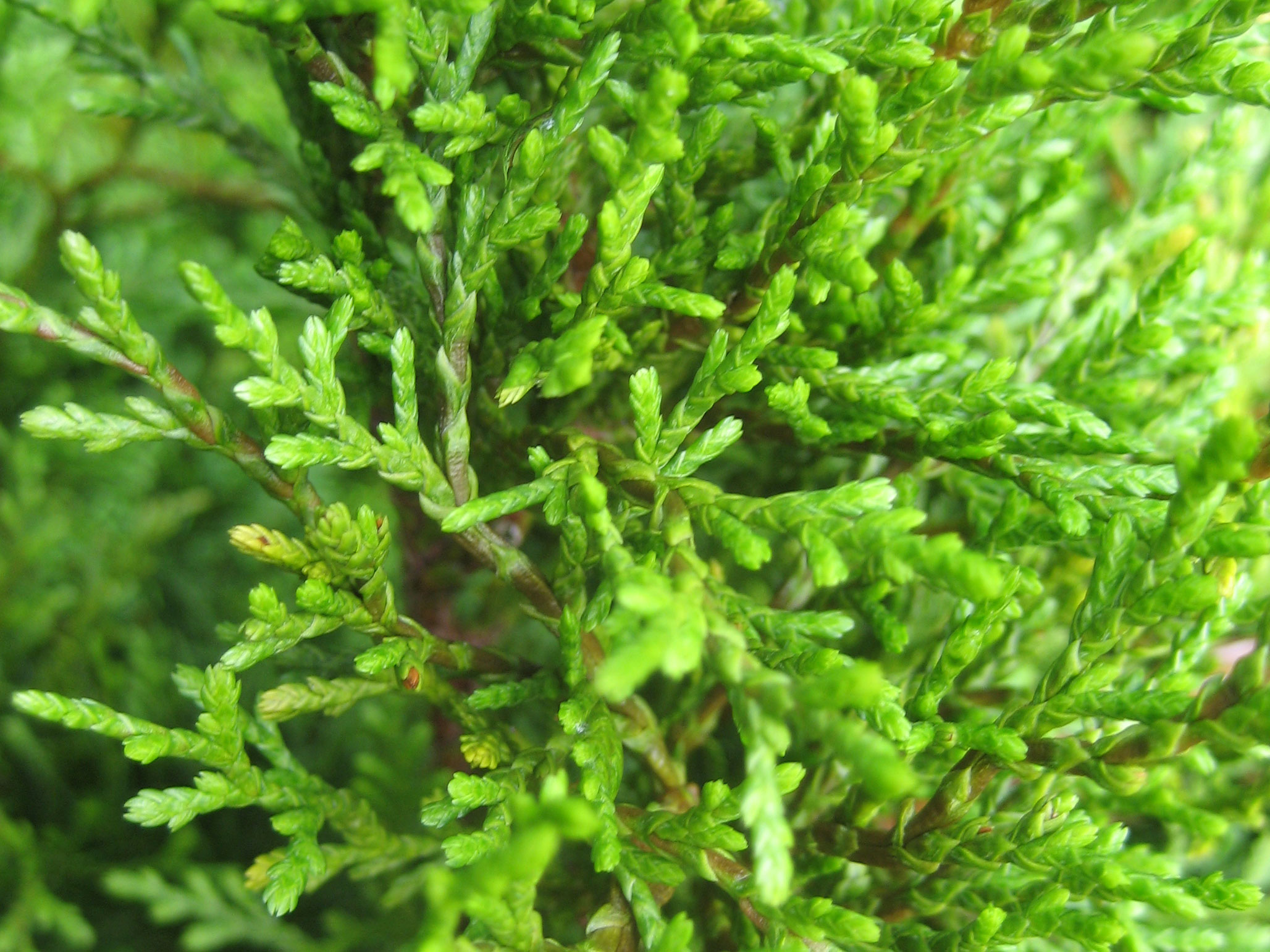
Loof
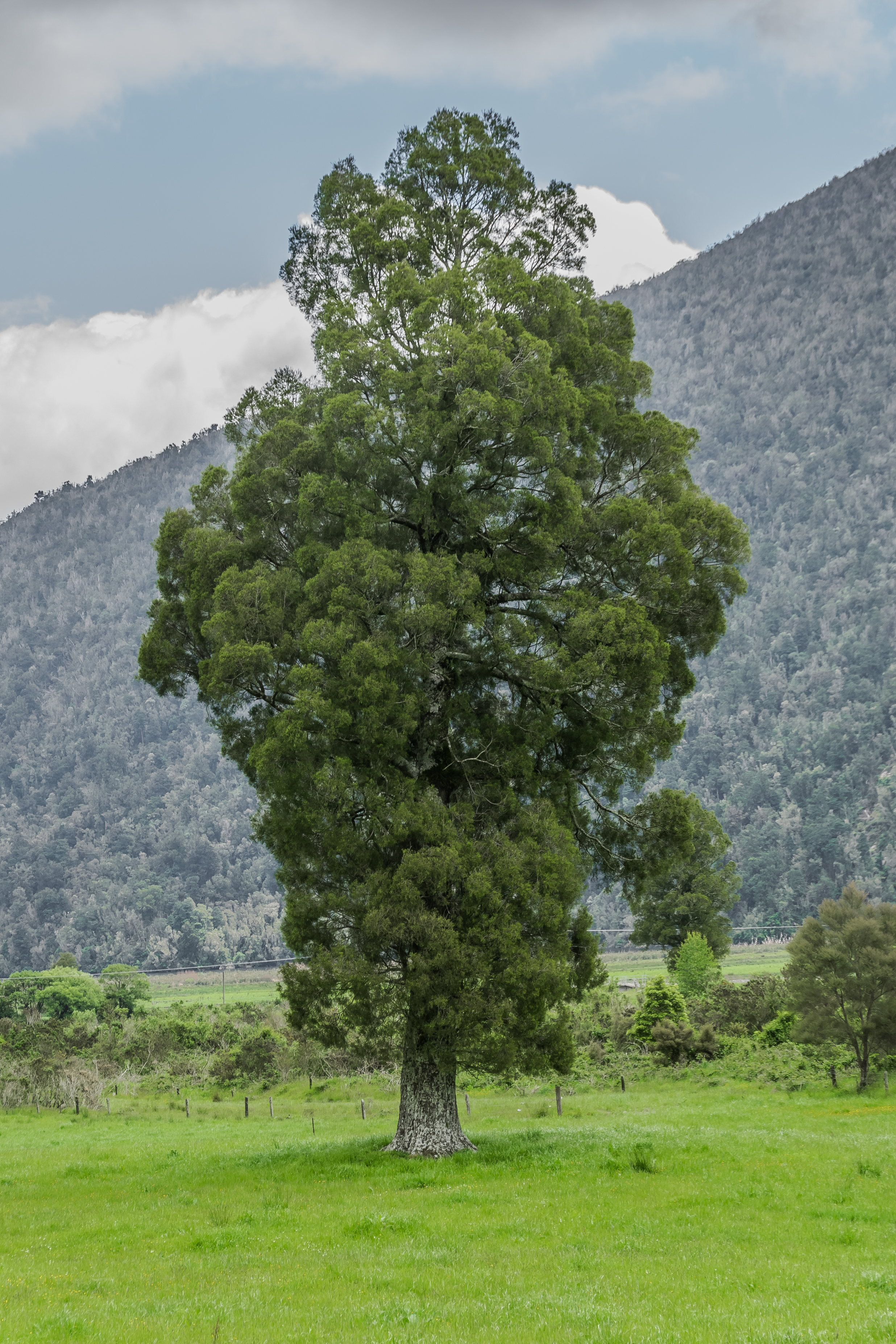
Solitaire boom